# Mariss Jansons
Répertoire
Symphonique et lyrique.
Mariss Ivars Georgs Jansons, né le 14 janvier 1943 à Riga et mort le 1er décembre 2019,,, à Saint-Pétersbourg, est un chef d'orchestre letton.

## Biographie
Mariss Jansons naît le 14 janvier 1943 à Riga alors en république soviétique de Lettonie. Sa mère, d'origine juive, le met au monde en cachette (le grand-père maternel et l'oncle maternel de Mariss Jansons étant morts dans le ghetto de Riga). En 1946, son père Arvīds Jansons, chef d'orchestre, remporte le second prix d'un concours national et il est choisi en 1960 par Evgueni Mravinski pour devenir son assistant à l'Orchestre philharmonique de Leningrad, en remplacement de Kurt Sanderling, parti en Allemagne de l'Est pour diriger le Berliner Sinfonie-Orchester.
Quand sa famille rejoint le père Arvid Jansons en 1956, le jeune Mariss intègre le conservatoire de la ville, où il étudie le piano et la direction d'orchestre, bien que son père le pousse à continuer l'étude du violon. En 1969, il se perfectionne à Vienne auprès de Hans Swarowsky et à Salzbourg avec Herbert von Karajan.
En 1973, Mariss Jansons est nommé chef d'orchestre assistant à l'Orchestre philharmonique de Léningrad, Evgueni Mravinski étant le titulaire. En 1979, il devient directeur musical de l'Orchestre philharmonique d'Oslo avec lequel il enregistre et effectue de nombreuses tournées. En 1992, il est nommé premier chef invité de l'Orchestre philharmonique de Londres, puis directeur musical de l'Orchestre symphonique de Pittsburgh en mars 1997, succédant à Lorin Maazel.
En 1996, à Oslo, Jansons subit une attaque cardiaque à son pupitre alors qu'il dirige les dernières pages de La Bohème de Puccini.
À l'automne 2003, sa santé retrouvée, il est promu chef d'orchestre principal de l'Orchestre symphonique de la Radiodiffusion bavaroise, succédant à nouveau à Lorin Maazel. En septembre 2004, il a également succédé à Riccardo Chailly au poste de directeur musical de l'Orchestre royal du Concertgebouw d'Amsterdam, et ce jusqu'en 2016.
Les 1er janvier 2006, 2012 et 2016, il dirige le célèbre concert du nouvel an à Vienne.
En 2013, il reçoit le prix Ernst-von-Siemens.
En 2017, il reçoit la Médaille d'or de la Royal Philharmonic Society.
En 2019, il est lauréat du prix Herbert-von-Karajan.
Il a enregistré l'intégrale des symphonies de Chostakovitch et a effectué de très nombreux enregistrements des symphonies de Mahler et Bruckner.
Souffrant de problèmes cardiaques, il meurt le 1er décembre 2019 à Saint-Pétersbourg.